# Tunnelugn

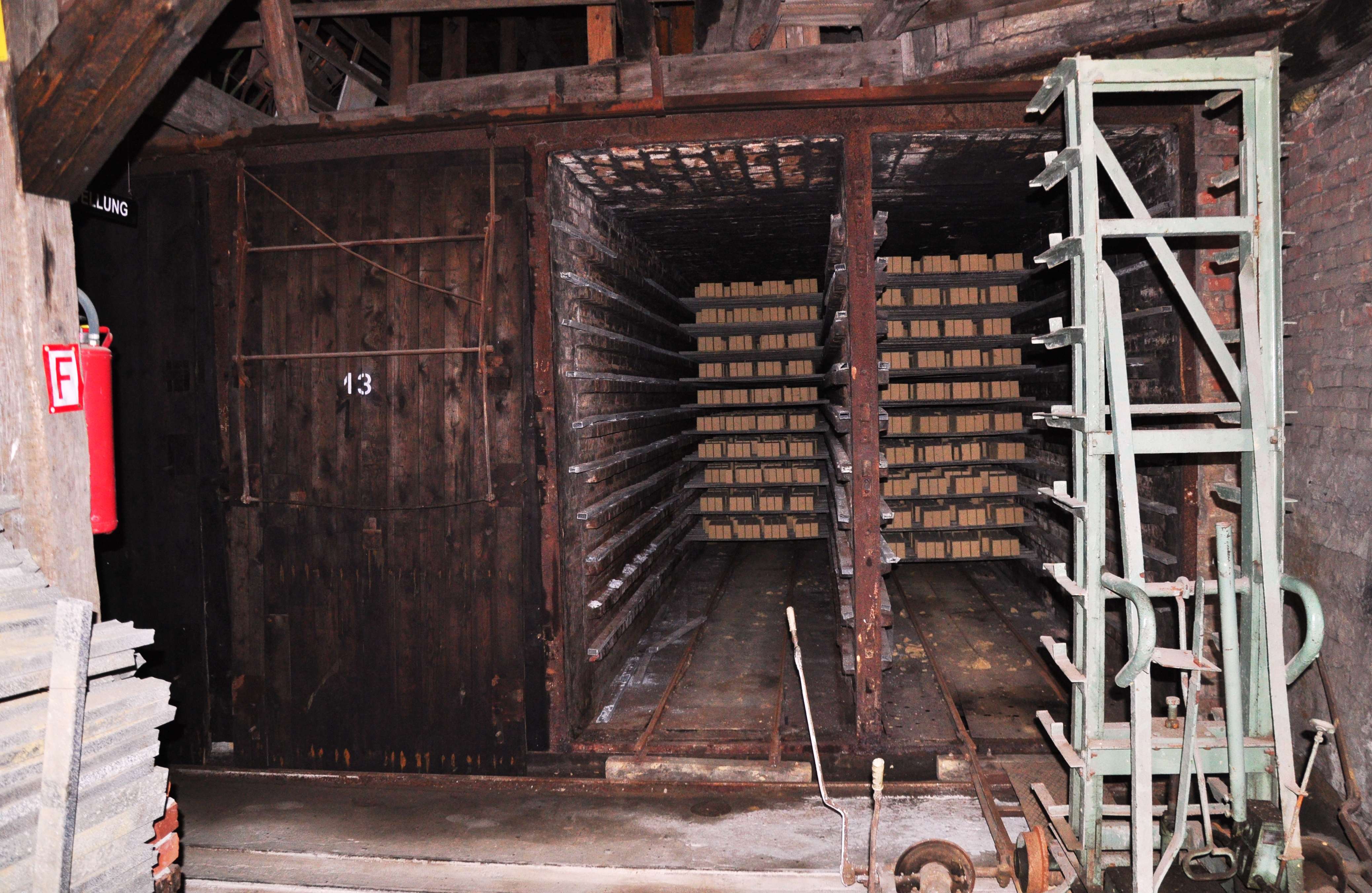
Äldre typ av tunnelugn med godset på vagnar.

En tunnelugn är en typ av brännugn som används bland annat i samband med tegeltillverkning och tillverkning av keramiska produkter. I en tunnelugn ”vandrar” godset genom ugnens olika temperaturzoner medan i en ringugn står godset stilla och elden ”vandrar”.

## Historik
Föregångaren till tunnelugnen lär ha byggts i Frankrike omkring 1750. År 1875 byggdes den första tunnelugnen i Sverige, den fungerade dock inte som avsedd och revs efter några år. Det dröjde till 1877 innan tysken Otto Bock konstruerade och patenterade den första fungerande tunnelugnen. Den första fungerande tunnelugnen i Sverige anlades 1922 av Uppsala-Ekeby för tillverkning av keramiska produkter. 1948 byggde AB Waksala tegelbruk i Brillinge, Uppsala den första tunnelugnen för bränning av tegel.

## Funktion
Ugnen är  tunnelformad (därav namnet) och godset förs på en eldfast vagn genom den. Grundformen är en rak kanal, som innehåller tre temperaturzoner: förvärm-, bränn- och kylzon. I brännzonen uppnås den högsta temperaturen med omkring 1000 °C. Här finns även brännaggregaten, oftast olje- eller gasbrännare. Tunnelns längd kan variera mellan 6 och 150 meter, beroende på vilka produkter som skall brännas. Största fördelen jämförd med den äldre ringugnen är en jämnare bränning och därmed mindre andel utskott och andrasortering. Även arbetsmiljön blir bättre eftersom godset lastas och lossas utanför ugnen.